# Delta1 Gruis
Delta1 Gruis (δ1 Gruis, förkortat Delta1 Gru, δ1 Gru) som är stjärnans Bayerbeteckning, är en trolig dubbelstjärna belägen i den mellersta delen av stjärnbilden Tranan. Den har en skenbar magnitud på 3,97 och är synlig för blotta ögat där ljusföroreningar ej förekommer. Baserat på parallaxmätning inom Hipparcosuppdraget på ca 10,5 mas, beräknas den befinna sig på ett avstånd på ca 309 ljusår (ca 95 parsek) från solen.

## Egenskaper
Primärstjärnan i Delta1 Gruis är en gul till vit jättestjärna av spektralklass G6/8 III. Den har en massa som är ca 3 gånger större än solens massa, en radie som är ca 20 gånger större än solens och utsänder från dess fotosfär ca 288 gånger mera energi än solen vid en effektiv temperatur av ca 5 000 K.
Delta1 Gruis är en halvregelbunden variabel med variation i skenbar magnitud mellan 3,99 och 4,2. Den har en ljussvagare följeslagaren av magnitud 12,8 separerad med 5,6 bågsekunder år 2008.